# Cecil Mamiit
Cecil Mamiit, né le 27 juin 1976 à Los Angeles, est un joueur de tennis professionnel américain, naturalisé philippin.

## Carrière
Il remporte en 1999 la médaille d'argent de la compétition de simple messieurs des Jeux panaméricains où il est battu en finale par Paul Goldstein. Il s'adjuge également la médaille de bronze aux Jeux asiatiques de 2006 en simple et en double associé à son compatriote Eric Taino.
Il a réussi sa meilleure performance, et de loin, lors du tournoi de San José en 1999. Après être sorti des qualifications, il bat en effet successivement quatre joueurs du top 100 : Kenneth Carlsen, Andre Agassi (sur abandon alors que le score était de 6-0, 6-6 en sa faveur), Mark Woodforde et Michael Chang. Mark Philippoussis met fin à son parcours en finale.
Il a acquis l'intégralité de ses titres en simple aux États-Unis : deux tournois Future et sept Challenger (Aptos, Las Vegas en 1998, Burbank en 1998 et 1999, Tallahassee en 2004, Yuba City en 2005 et La Nouvelle-Orléans en 2006). En double, il a remporté huit tournois en 2005 et 2006. Il a joué pendant 6 saisons pour l'équipe des Philippines de Coupe Davis (2006-2011).

## Palmarès

### Finale en simple messieurs
| No | Date       | Nom et lieu du tournoi | Catégorie   | Dotation  | Surface    | Vainqueur          | Score    |  |
| -- | ---------- | ---------------------- | ----------- | --------- | ---------- | ------------------ | -------- |  |
| 1  | 08-02-1999 | Sybase Open, San José  | Int' Series | 325 000 $ | Dur (int.) | Mark Philippoussis | 6-3, 6-2 |  |

## Parcours dans les tournois duGrand Chelem

### En simple
| Année | Open d'Australie | Open d'Australie | Internationaux de France | Internationaux de France | Wimbledon       | Wimbledon  | US Open         | US Open        |
| ----- | ---------------- | ---------------- | ------------------------ | ------------------------ | --------------- | ---------- | --------------- | -------------- |
| 1996  | —                | —                | —                        | —                        | —               | —          | 1er tour (1/64) | A. Berasategui |
| 1997  | —                | —                | —                        | —                        | —               | —          | 1er tour (1/64) | M. Sell        |
| 1998  | —                | —                | —                        | —                        | —               | —          | —               | —              |
| 1999  | 2e tour (1/32)   | N. Kiefer        | 1er tour (1/64)          | A. Portas                | 1er tour (1/64) | F. Vicente | 2e tour (1/32)  | X. Malisse     |
| 2000  | 1er tour (1/64)  | M. Norman        | —                        | —                        | —               | —          | 1er tour (1/64) | F. González    |
| 2001  | 2e tour (1/32)   | D. Prinosil      | 2e tour (1/32)           | I. Kafelnikov            | 1er tour (1/64) | A. Dupuis  | —               | —              |
| 2002  | 1er tour (1/64)  | V. Voltchkov     | 2e tour (1/32)           | A. Portas                | 1er tour (1/64) | G. Carraz  | —               | —              |
| 2003  | 1er tour (1/64)  | T. Larkham       | 1er tour (1/64)          | R. Schüttler             | —               | —          | —               | —              |
| 2004  | 1er tour (1/64)  | L. Hewitt        | —                        | —                        | —               | —          | —               | —              |

N.B. : à droite du résultat se trouve le nom de l'ultime adversaire.

### En double
| Année | Open d'Australie | Open d'Australie | Internationaux de France | Internationaux de France | Wimbledon              | Wimbledon                     | US Open                     | US Open                    |
| ----- | ---------------- | ---------------- | ------------------------ | ------------------------ | ---------------------- | ----------------------------- | --------------------------- | -------------------------- |
| 1996  | —                | —                | —                        | —                        | —                      | —                             | 1er tour (1/32) D. Caldwell | T. Kronemann D. Macpherson |
| 1999  | —                | —                | —                        | —                        | —                      | —                             | 1er tour (1/32) K. Kim      | O. Delaitre F. Santoro     |
| 2000  | —                | —                | —                        | —                        | —                      | —                             | 1er tour (1/32) J. Thomas   | T. Woodbridge M. Woodforde |
| 2006  | —                | —                | —                        | —                        | 1er tour (1/32) K. Kim | Sa. Ratiwatana So. Ratiwatana | —                           | —                          |

N.B. : le nom du ou de la partenaire se trouve sous le résultat ; le nom des ultimes adversaires se trouve à droite.